# Randy & The Rainbows
Randy & The Rainbows waren een Amerikaanse doowopgroep uit Maspeth, New York.

## Bezetting
- Dominick 'Randy' Safuto (19 april 1947) - (leadzang)
- Mike Zero (4 april 1947) - (1e tenor)
- Sal Zero (30 oktober 1942) - (2e tenor)
- Frank Safuto  (26 september 1938) - (bariton)
- Ken Arcipowski (26 mei 1945 - 23 maart 2011) - (bas)

## Carrière
De groep werd opgericht in 1962 in Maspeth, Queens, en bestond uit twee paar broers en zussen, samen met een vijfde lid. De broers Dominick en Frank Safuto zongen eerder in de groep The Dialtones. Ze namen op met de producenten van The Tokens en brachten in 1963 de single Denise uit. De naam Randy & The Rainbows werd gekozen door de eigenaren van Laurie Records nadat de groep Denise had opgenomen. De groep heette eerder Junior & The Counts en The Encores.
Denise stond 17 weken in de Billboard Hot 100 en werd daar nummer 10, terwijl het nummer 18 werd in de Billboard Hot R&B Singles-hitlijst en nummer 5 in de CHUM Hit Parade in Canada. Het lied werd geschreven door Neil Levenson en was geïnspireerd door zijn jeugdvriendin Denise Lefrak. In de late jaren '70 werd de song als Denis een Europese hit voor Blondie. De volgende single Why Do Kids Grow Up van Randy & The Rainbows werd amper nummer 97 in de pop-hitlijsten, en de groep haalde de hitparade nooit meer.

### Latere jaren
Ze bleven optreden onder verschillende andere namen (Madison Street, Triangle, Them and Us) en toerden in de jaren daarop met The Spinners, Little Anthony & the Imperials, Tony Orlando, Blood, Sweat & Tears, Freddie Roman, Jay Black, Pat Cooper, The Beach Boys, Dionne Warwick en The Four Seasons.
In 2001 brachten ze het nieuwe album Play Ball uit bij het label WizWorks van producent Jimmy Wisner.